# 유글레나강

유글레나강(Euglenoids 또는 euglena)은 유글레나문에 속하는 가장 잘 알려진 편모충류 분류군의 하나이다.

## 하위 분류
- 광영양성체
  - 유글레나목 (Euglenales 또는 Euglenina)
  - Eutreptiales 또는 Eutreptiina
  - Euglenamorphales 또는 Euglenamorphina
- 삼투영양체
  - Rhabdomonadales 또는 Rhabdomonadina
- 섭식영양체
  -  ? Heteronematales 또는 Heteronematina
  -  ? Sphenomonadales 또는 Sphenomonadina